# Saint-Pierre-Avez
Saint-Pierre-Avez é uma comuna francesa na região administrativa da Provença-Alpes-Costa Azul, no departamento de Altos-Alpes. Estende-se por uma área de 11,37 km², com  (Saint-Pierre-Avéziens) 24 habitantes, segundo os censos de 1999, com uma densidade de 2 hab/km².